# Toma de la Ciudad Universitaria de la UNAM
La toma de la Ciudad Universitaria de la UNAM se refiere a la ocupación de elementos del ejército mexicano de distintos recintos de la universidad como parte de los eventos del Movimiento de 1968 en México, ocurrida el 18 de septiembre de 1968.

## Antecedentes
Se reporta que antes de la ocupación, el gobierno federal de México percibía que "el poder estudiantil había llegado a extremos delirantes dentro de los recintos escolares, particularmente después de una celebración del Grito de Dolores celebrado el 15 de septiembre. En lo general, la percepción del gobierno hacia el movimiento estudiantil era sumamente negativa, afirmando que «se había violado francamente la autonomía universitaria», se excitaba «al pueblo a rebelarse contra el gobierno», entre otras posturas en contra del movimiento.
Carlos Monsiváis reporta la justificación oficial de la ocupación:

«Es del dominio general que varios locales escolares o que son edificios públicos, por ser propiedad de la nación y estar destinados a un servicio público habían sido ocupados y usados ilegalmente, desde fines de julio último, por distintas personas, estudiantes o no, para actividades ajenas a los fines académicos.

»Estas mismas personas han ejercido el derecho de plantear demandas públicas; pero también, casi desde el anonimato, han planeado y ejecutado actos francamente antisociales y posiblemente delictuosos.»

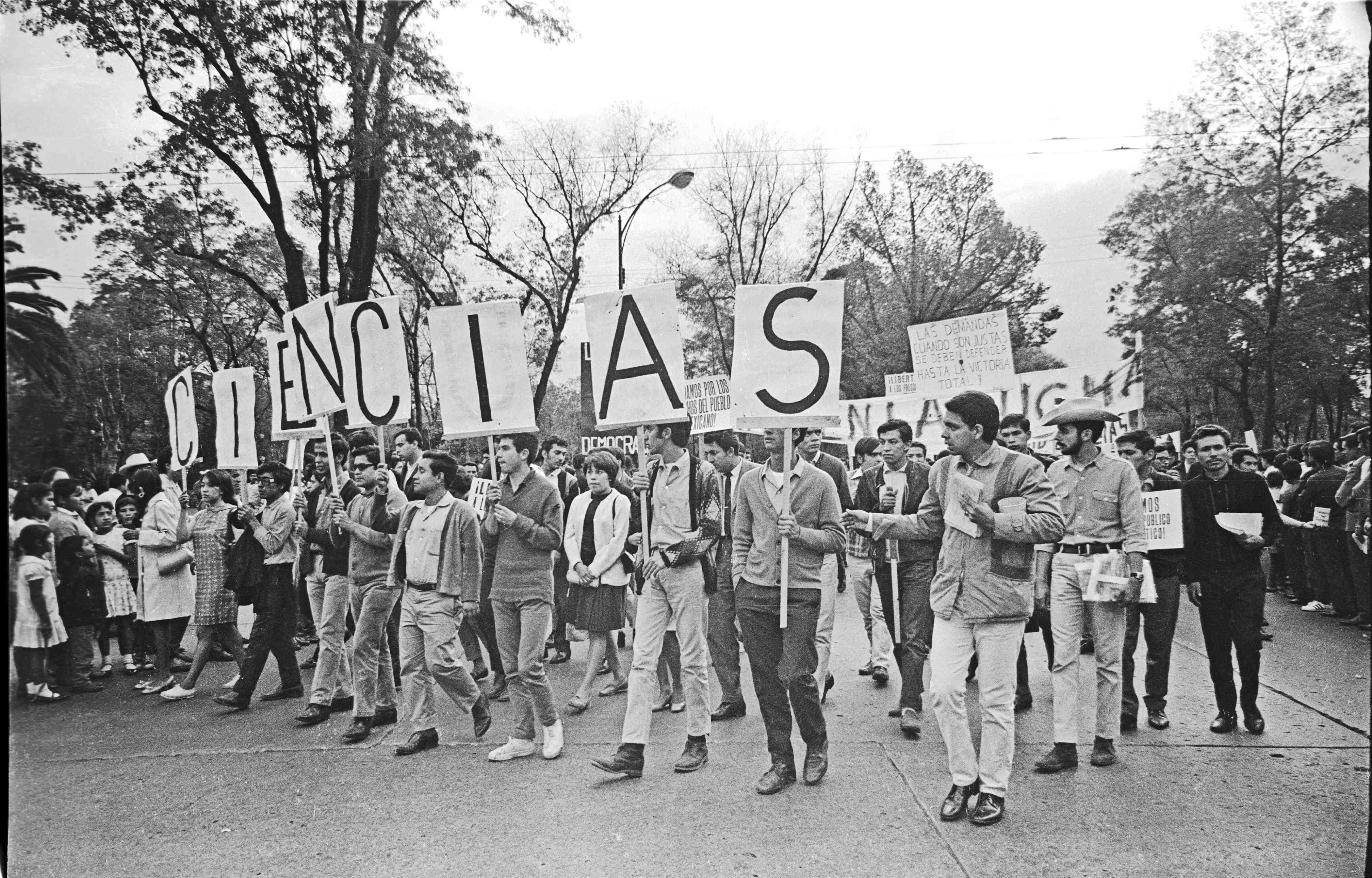
Manifestantes de la facultad de ciencias, 13 de agosto de 1968
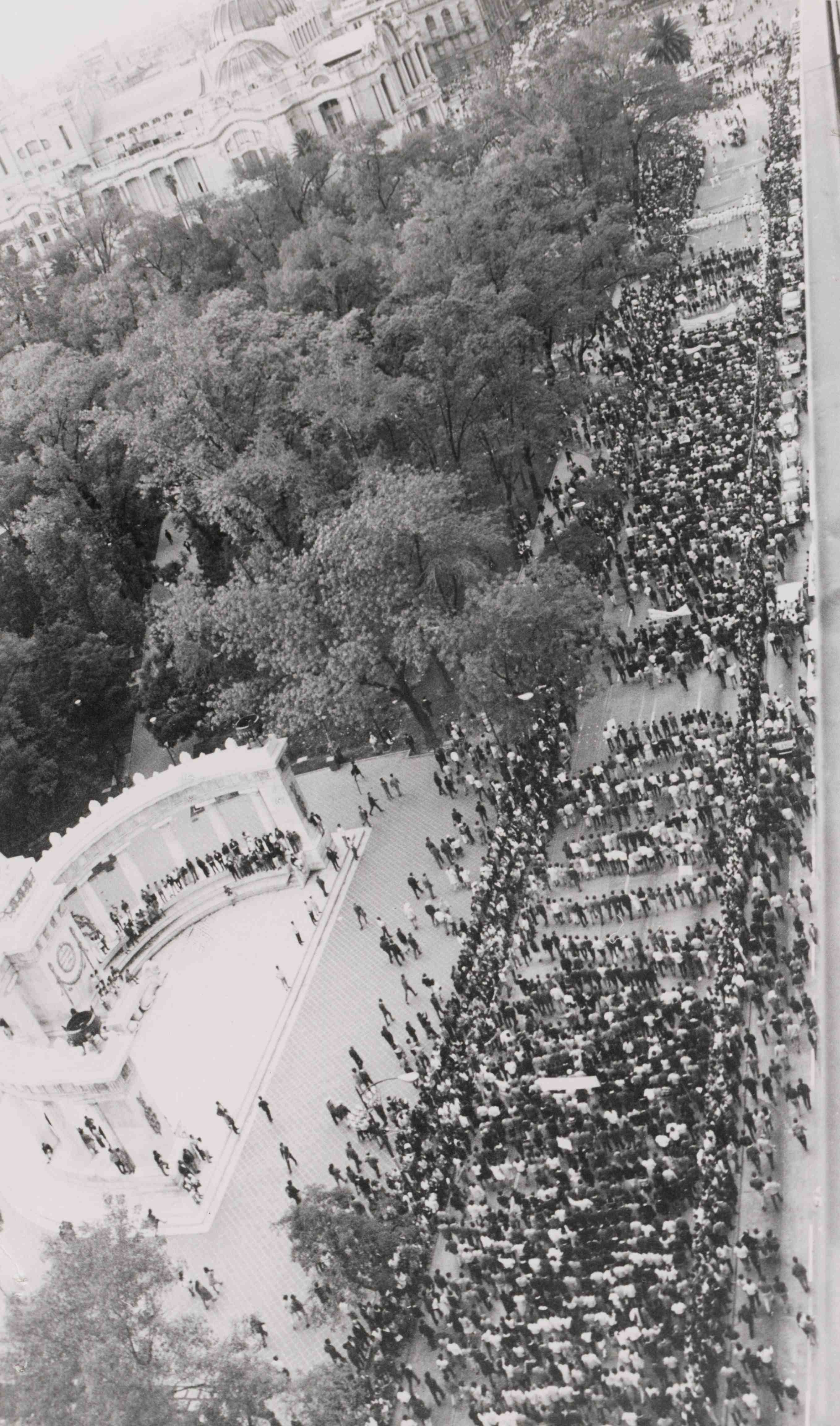
Manifestación, 27 de agosto de 1968
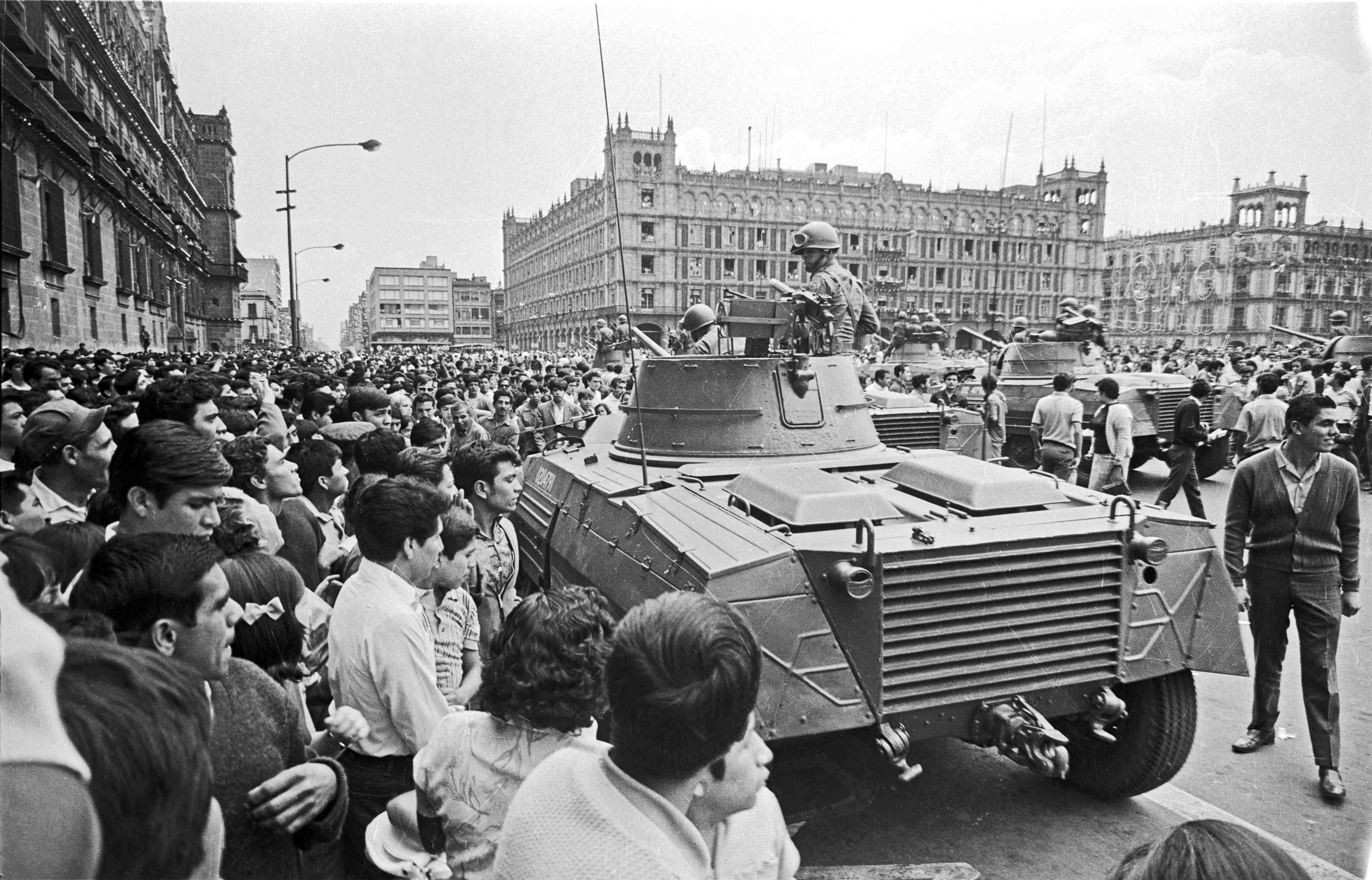
Elementos del ejército mexicano en el Zócalo de la Ciudad de México, 28 de agosto de 1968

En contraparte, el movimiento era considerado por ciertos intelectuales como "una amplia y viril campaña política en defensa de los derechos y libertades democráticas de todo el pueblo mexicano",: 307  afirmación desplegada en público y firmada por Arturo Warman (en ese entonces catedrático en la Universidad Iberoamericana), el escritor Ermilo Abreu Gómez, el antropólogo Guillermo Bonfil Batalla el historiador Arturo Azuela, la arqueóloga Eulalia Guzmán la artista Fany Rabel el economista José Luis Ceceña, y los escritores Carlos Monsiváis y José Revueltas Las manifestaciones anteriores, el 13 y 27 de agosto, ya habían "encendido el entusiasmo de espectadores hasta entonces indiferentes (...) Hasta ese día ninguna demostración antigubernamental en la historia de México había levantado tanta ámpula. Y tanta esperanza"
Se ha especulado con que la ocupación tenía como objetivo garantizar la protección del Estadio Olímpico que se encuentra en el campus, ya que sería sede de la inauguración y clausura de los Juegos Olímpicos de México 1968, como se enfatiza en documentos de seguridad del gobierno estadounidense. A su vez, la Secretaría de Gobernación afirmó que el propósito oficial fue la detención de los integrantes del Consejo Nacional de Huelga, que se encontraban en el auditorio de la Facultad de Medicina. 
Un hecho que refuerza esta última hipótesis es el hecho de que en la mañana del mismo 18 de septiembre, llegó a la Facultad de Ciencias una carta dirigida al Consejo Nacional de Huelga de parte de Luis Echeverría (en ese entonces secretario de Gobernación), en la cual se solicitaba al consejo nombrar representantes lo más pronto posible para resolver el conflicto a pocas semanas del inicio de las Olimpiadas. Este acto fue denunciado como una trampa por un integrante del Consejo:

«La carta tenía tal importancia política que era seguro que a las ocho de la noche de ese día el CNH en pleno estaría discutiendo, en el auditorio de Medicina, tanto las condiciones como sus representantes para el diálogo con el gobierno. Con esa absoluta seguridad, a las 10 de la noche el Ejército rompe el silencio y toma Ciudad Universitaria.»
Salvador Martínez della Rocca, Comité de Lucha de la Facultad de Ciencias

## Ocupación
A las 10 de la noche del 18 de septiembre de 1968, un grupo de 10 mil soldados, bajo el mando de los generales Gonzalo Castillo Urrutia y José Hernández Toledo, ocuparon con tanques y camiones los recintos universitarios, comenzando con la torre de Rectoría, en la que obligaron al entonces secretario de la Universidad (Jorge Ampudia) a entregar las llaves del edificio. Así mismo, se dispusieron más columnas de soldados hacia la salida sur de la Universidad, sobre la Avenida de los Insurgentes y Copilco.
En la ocupación, se detuvieron a estudiantes, maestros y padres de familia, así como a personal administrativo de la universidad, que se encontraban en distintos puntos del campus. Los detenidos fueron concentrados en la explanada de la rectoría sin ofrecer resistencia.
Posteriormente, elementos del ejército se dedicaron a izar por completo la bandera de México, que se encontraba a media asta desde el 29 de julio. Ante ello, algunos de los detenidos se levantaron de sus posiciones pecho en tierra y comenzaron a entonar el Himno Nacional Mexicano
El ejército desplazó así mismo a fotógrafos y camarógrafos de la prensa que se encontraban presentes.
Poco después de la media noche del 19 de septiembre, se llevaron a los detenidos en 20 camionetas. Se reportan 1,500 personas arrestadas y llevadas a la prisión de Lecumberri o a instalaciones de la Procuraduría General de Justicia del Distrito Federal.

## Secuelas
Al día siguiente, 19 de septiembre, el diputado Luis M. Farías busca justificar la ocupación mencionando que fue una medida tomada como respuesta a la incapacidad de la universidad de «restablecer el orden» y que debería agradecer la medida adoptada por el gobierno federal. Llamó a la universidad a pedirle al gobierno «le sean devueltos los edificios para destinarlos a los fines para los que fueron creados: la enseñanza y la investigación».
Por su parte, el entonces rector de la Universidad Javier Barros Sierra se pronunció en contra de la movilización y el gobierno del presidente Gustavo Díaz Ordaz:

«La ocupación militar de Ciudad Universitaria ha sido un acto excesivo de fuerza que nuestra casa de estudios no merecía. De la misma manera que no mereció nunca el uso que quisieron hacer de ella algunos universitarios y grupos ajenos a nuestra institución. La atención y solución de los problemas de los jóvenes requieren comprensión antes que violencia.»
Javier Barros Sierra, 1968

El 20 de septiembre, una fracción de la cámara de Diputados solicita el retiro inmediato del ejército.
Las instalaciones de la UNAM fueron entregadas por el ejército el 30 de septiembre del mismo año. El día 1 de octubre de 1968, las autoridades de la UNAM retomaron el control de las instalaciones. A la retirada de los ocupantes, se reportaron pérdidas materiales de varias facultades, incluyendo pero no limitado a máquinas de escribir, cámaras, proyectores, banderas, dinero en efectivo, efectos personales de varios académicos y mobiliario en general de las escuelas de la universidad.